# Lindon (évêque d'Autun)
Pour les articles homonymes, voir Lindon.
Lindon (Lindo) est un religieux, évêque d'Autun au IXe siècle.

## Biographie
Il était archidiacre du chapitre de Laon et fut nommé évêque en 865.
D'après Mgr Devoucoux, il était un des meilleurs hellénistes de son temps.
Il fit partie des évêques qui signèrent la charte des restitutions faites à Saint-Marcel, lors du concile de Chalon en 873, concile provincial tenu en l'église Saint-Laurent de cette ville.
Avec le comte d'Autun, il eut à tenir un mallus pour trancher l'appartenance de la terre de Perrecy que réclamait Vulfade (Wulfald), évêque de Bourges, à son héritier Heuard.